# Partei des nationalen Vertrauens
Die Partei des nationalen Vertrauens ist eine politische reformistische Partei im Iran. Sie wurde 2005 von Mehdi Karroubi gegründet, welcher bis heute Vorsitzender blieb und Kandidat bei den Wahlen 2005 und 2009. Sie rief auch zu den Protesten im Jahr 2009 auf.
Ein bekanntes Mitglied ist Ahmed Masdsched Dschamei.